# Major League Soccer (1996)
Major League Soccer w roku 1996 był pierwszym sezonem tych rozgrywek. Mistrzem MLS został klub D.C. United, natomiast wicemistrzem Los Angeles Galaxy.

## Sezon zasadniczy

### Konferencja Wschodnia
| #  | Drużyna                | M  | Z  | P  | Bramki | Punkty | Uwagi    |
| -- | ---------------------- | -- | -- | -- | ------ | ------ | -------- |
| 1. | Tampa Bay Mutiny       | 32 | 20 | 12 | 66:51  | 58     | Play Off |
| 2. | D.C. United            | 32 | 16 | 16 | 62:56  | 46     | Play Off |
| 3. | MetroStars             | 32 | 15 | 17 | 45:47  | 39     | Play Off |
| 4. | Columbus Crew          | 32 | 15 | 17 | 59:60  | 37     | Play Off |
| 5. | New England Revolution | 32 | 15 | 17 | 43:56  | 33     |          |

### Konferencja Zachodnia
| #  | Drużyna             | M  | Z  | P  | Bramki | Punkty | Uwagi    |
| -- | ------------------- | -- | -- | -- | ------ | ------ | -------- |
| 1. | Los Angeles Galaxy  | 32 | 19 | 13 | 59:49  | 49     | Play Off |
| 2. | Dallas Burn         | 32 | 17 | 15 | 50:48  | 41     | Play Off |
| 3. | Kansas City Wizards | 32 | 17 | 15 | 61:63  | 41     | Play Off |
| 4. | San Jose Clash      | 32 | 15 | 17 | 50:50  | 39     | Play Off |
| 5. | Colorado Rapids     | 32 | 11 | 21 | 44:59  | 29     |          |

Aktualne na 12 kwietnia 2018. Źródło:
Zasady ustalania kolejności: 1. liczba zdobytych punktów; 2. różnica zdobytych bramek; 3. większa liczba zdobytych bramek.

## Play off
Ćwierćfinał i półfinał grano do 2 zwycięstw. Finał grano w formie pojedynczego meczu.

### Ćwierćfinał

#### Para nr 1
| 124 września 1996 | New York Red Bulls                          | 2:2 k. 6:5 | D.C. United                           |                                                                                        |
| | Antony de Ávila 38' · Giovanni Savarese 75' | (1:1, 2:2, k. 6:5) | 24' Raúl Díaz Arce · 56' Jaime Moreno | Giants Stadium, East Rutherford, New Jersey Widzów: 14 416 Sędzia: Esfandiar Baharmast |
| | 44' Richie Williams                         | (1:1, 2:2, k. 6:5) |                                       | Giants Stadium, East Rutherford, New Jersey Widzów: 14 416 Sędzia: Esfandiar Baharmast |
| · Antony de Ávila · Roberto Donadoni · Tab Ramos · Miles Joseph · Matt Knowles · Damian Silvera · Giovanni Savarese · Jeff Zaun · Tony Meola · Rob Johnson · Peter Vermes | Rzuty karne                                 | · Jeff Agoos · Marco Etcheverry · Jaime Moreno · Raúl Díaz Arce · Tony Sanneh · John Harkes · Mario Gori · Richie Williams · Clint Peay · Eddie Pope · Jeff Causey |                                       | Giants Stadium, East Rutherford, New Jersey Widzów: 14 416 Sędzia: Esfandiar Baharmast |

| 227 września 1996                      | D.C. United                         | 1:0   | New York Red Bulls |                                                                                      |
|                                        | Marco Etcheverry 72'                | (0:0) |                    | Robert F. Kennedy Memorial Stadium, Waszyngton Widzów: 21 442 Sędzia: Paul Tamberino |
| Marco Etcheverry 5' · Jaime Moreno 89' | 47' Jeff Zaun · 62' Nicola Caricola | (0:0) |                    | Robert F. Kennedy Memorial Stadium, Waszyngton Widzów: 21 442 Sędzia: Paul Tamberino |

| 32 października 1996 | D.C. United                                             | 2:1   | New York Red Bulls  |                                                                                  |
|                      | Steve Rammel 67' · Raúl Díaz Arce 89' (k)               | (0:0) | 86' Antony de Ávila | Robert F. Kennedy Memorial Stadium, Waszyngton Widzów: 20 423 Sędzia: Brian Hall |
| Clint Peay 61'       | 38' Nicola Caricola · 57' Miles Joseph · 89' Tony Meola | (0:0) |                     | Robert F. Kennedy Memorial Stadium, Waszyngton Widzów: 20 423 Sędzia: Brian Hall |

Rywalizację wygrało D.C. United.

#### Para nr 2
| 125 września 1996 | Columbus Crew    | 0:2   | Tampa Bay Rowdies     |                                                                |
|                   |                  | (0:0) | 82', 87' Roy Lassiter | Ohio Stadium, Columbus, Ohio Widzów: 20 807 Sędzia: Brian Hall |
| Todd Yeagley 11'  | 34' Roy Lassiter | (0:0) |                       | Ohio Stadium, Columbus, Ohio Widzów: 20 807 Sędzia: Brian Hall |

| 228 września 1996 | Tampa Bay Rowdies                                                                   | 1:2   | Columbus Crew                     |                                                          |
|                   | Roy Lassiter 26'                                                                    | (1:1) | 1' Adrián Paz · 58' Brian McBride | Tampa Stadium, Floryda Widzów: 13 009 Sędzia: Rich Grady |
| Roy Lassiter 59'  | 44' Paul Caligiuri · 62' Ricardo Iribarren · 67' Robert Warzycha · 85' Brad Friedel | (1:1) |                                   | Tampa Stadium, Floryda Widzów: 13 009 Sędzia: Rich Grady |

| 32 października 1996                 | Tampa Bay Rowdies                                                | 4:1   | Columbus Crew     |                                                          |
|                                      | Martín Vásquez 3' · Roy Lassiter 41', 58' · Steve Pittman 55'    | (2:1) | 35' Brian McBride | Tampa Stadium, Floryda Widzów: 6 871 Sędzia: Tim Weyland |
| Martín Vásquez 27' · Cle Kooiman 53' | 36' Ricardo Iribarren · 45' Paul Caligiuri · 60' Robert Warzycha | (2:1) |                   | Tampa Stadium, Floryda Widzów: 6 871 Sędzia: Tim Weyland |

Rywalizację wygrała Tampa Bay Rowdies.

#### Para nr 3
| 126 września 1996 | Sporting Kansas City                          | 3:2   | FC Dallas                            |                                                                            |
|                   | Mo Johnston 16' · Matt McKeon 79' · Preki 89' | (1:2) | 21' Gerell Elliott · 25' Chad Ashton | Arrowhead Stadium, Kansas City, Missouri Widzów: 4 466 Sędzia: Tim Weyland |
|                   | 57' Diego Soñora · 87' Leonel Álvarez         | (1:2) |                                      | Arrowhead Stadium, Kansas City, Missouri Widzów: 4 466 Sędzia: Tim Weyland |

| 229 września 1996                    | FC Dallas                             | 2:1   | Sporting Kansas City |                                                                   |
|                                      | Jason Kreis 5' · Dante Washington 32' | (2:1) | 30' Preki            | Cotton Bowl, Dallas, Teksas Widzów: 10 125 Sędzia: Esse Baharmast |
| Jason Kreis 17' · Richard Farrer 20' | 50' Mike Sorber · 70' Diego Gutiérrez | (2:1) |                      | Cotton Bowl, Dallas, Teksas Widzów: 10 125 Sędzia: Esse Baharmast |

| 32 października 1996                                                            | FC Dallas                             | 2:2 k. 2:3                                                            | Sporting Kansas City                  |                                                              |
|                                                                                 | Hugo Sánchez 27' · Gerell Elliott 66' | (1:1, 2:2, k. 2:3)                                                    | 41' Mark Chung · 62' Vitalis Takawira | Cotton Bowl, Dallas, Teksas Widzów: 9 802 Sędzia: Rich Grady |
| Hugo Sánchez 41' · Richard Farrer 73' · Brian Haynes 81'                        | 22' Scott Uderitz · 35' Preki         | (1:1, 2:2, k. 2:3)                                                    |                                       | Cotton Bowl, Dallas, Teksas Widzów: 9 802 Sędzia: Rich Grady |
| · Brian Haynes · Lawrence Lozzano · Hugo Sánchez · Richard Farrer · Chad Ashton | Rzuty karne                           | · Mo Johnston · Preki · Frank Klopas · Paul Wright · Vitalis Takawira |                                       | Cotton Bowl, Dallas, Teksas Widzów: 9 802 Sędzia: Rich Grady |

Rywalizację wygrało Sporting Kansas City.

#### Para nr 4
| 126 września 1996 | San Jose Earthquakes                                    | 1:0   | Los Angeles Galaxy |                                                                                       |
|                   | Tayt Ianni 36'                                          | (1:0) |                    | Spartan Stadium, San Jose (Kalifornia), Kalifornia Widzów: 17 209 Sędzia: Kevin Stott |
| Eric Wynalda 90'  | 30' Curt Onalfo · 38' Dan Calichman · 89' Jorge Salcedo | (1:0) |                    | Spartan Stadium, San Jose (Kalifornia), Kalifornia Widzów: 17 209 Sędzia: Kevin Stott |

| 229 września 1996   | Los Angeles Galaxy                                                                    | 2:0   | San Jose Earthquakes |                                                                      |
|                     | Robin Fraser 84' · Eduardo Hurtado 90'                                                | (0:0) |                      | Rose Bowl, Pasadena, Kalifornia Widzów: 27 833 Sędzia: Joshua Patlak |
| Eduardo Hurtado 29' | 1' Michael Emenalo · 22' Jorge Rodas · 28', 87' Eric Wynalda · 90' Oscar Draguicevich | (0:0) |                      | Rose Bowl, Pasadena, Kalifornia Widzów: 27 833 Sędzia: Joshua Patlak |

| 32 października 1996 | Los Angeles Galaxy                                | 2:0   | San Jose Earthquakes |                                                                            |
|                      | Eduardo Hurtado 31' · Mauricio Cienfuegos 36' (k) | (2:0) |                      | Rose Bowl, Pasadena, Kalifornia Widzów: 30 231 Sędzia: Esfandiar Baharmast |
|                      | 25' Missael Espinoza · 35' Benedict Iroha         | (2:0) |                      | Rose Bowl, Pasadena, Kalifornia Widzów: 30 231 Sędzia: Esfandiar Baharmast |

Rywalizację wygrało Los Angeles Galaxy.

### Półfinał

#### Para nr 1
| 110 października 1996 | D.C. United                                     | 4:1   | Tampa Bay Rowdies |                                                                                   |
|                       | Raúl Díaz Arce 36', 58', 60' · Steve Rammel 54' | (1:1) | 42' Roy Lassiter  | Robert F. Kennedy Memorial Stadium, Waszyngton Widzów: 23 566 Sędzia: Kevin Stott |
| Mario Gori 61'        | 34' Giuseppe Galderisi · 65' Goran Hunjak       | (1:1) |                   | Robert F. Kennedy Memorial Stadium, Waszyngton Widzów: 23 566 Sędzia: Kevin Stott |

| 212 października 1996                                                                   | Tampa Bay Rowdies                                                          | 1:2   | D.C. United                              |                                                         |
|                                                                                         | Steve Ralston 14'                                                          | (1:0) | 49' Richie Williams · 82' Raúl Díaz Arce | Tampa Stadium, Floryda Widzów: 9 339 Sędzia: Rich Grady |
| Martín Vásquez 27' · Carlos Valderrama 28', 83' · Steve Pittman 54' · Ivan McKinley 62' | 41' Jeff Agoos · 54' Jaime Moreno · 63' David Vaudreuil · 90' Mark Simpson | (1:0) |                                          | Tampa Stadium, Floryda Widzów: 9 339 Sędzia: Rich Grady |

Rywalizację wygrało D.C. United.

#### Para nr 2
| 110 października 1996 | Los Angeles Galaxy                | 2:1   | Sporting Kansas City |                                                                   |
|                       | Chris Armas 48' · Greg Vanney 57' | (0:0) | 52' Preki            | Rose Bowl, Pasadena, Kalifornia Widzów: 25 212 Sędzia: Brian Hall |
| Dan Calichman 18'     | 15' Paul Wright                   | (0:0) |                      | Rose Bowl, Pasadena, Kalifornia Widzów: 25 212 Sędzia: Brian Hall |

| 213 października 1996                            | Sporting Kansas City                      | 1:1 k. 1:3                                                                      | Los Angeles Galaxy |                                                                                  |
|                                                  | Preki 69'                                 | (0:0, k. 1:3)                                                                   | 76' Greg Vanney    | Arrowhead Stadium, Kansas City, Missouri Widzów: 11 041 Sędzia: Zimmerman Boulos |
| Mo Johnston 70' · Preki 81'                      | 60' Chris Armas · 67' Mauricio Cienfuegos | (0:0, k. 1:3)                                                                   |                    | Arrowhead Stadium, Kansas City, Missouri Widzów: 11 041 Sędzia: Zimmerman Boulos |
| · Mark Chung · Preki · Paul Wright · Mike Sorber | Rzuty karne                               | · Arash Noamouz · Robin Fraser · Cobi Jones · Mauricio Cienfuegos · Greg Vanney |                    | Arrowhead Stadium, Kansas City, Missouri Widzów: 11 041 Sędzia: Zimmerman Boulos |

Rywalizację wygrało Los Angeles Galaxy.

### Finał
| 20 października 1996 13:00 EDT | Los Angeles Galaxy · Eduardo Hurtado 5' · Chris Armas 56' | 2:3 d.1:0, 2:2raport | D.C. United · 72' Tony Sanneh · 81' Shawn Medved · 94' Eddie Pope | Foxboro Stadium, Foxborough, Massachusetts Widzów: 34 643 Sędzia: Esfandiar Baharmast |
|                                | kartki: · Eduardo Hurtado 41' · Arash Noamouz 74'         |                      | kartki: · 39' Marco Etcheverry · 53' Clint Peay                   |                                                                                       |